# Aerifikace

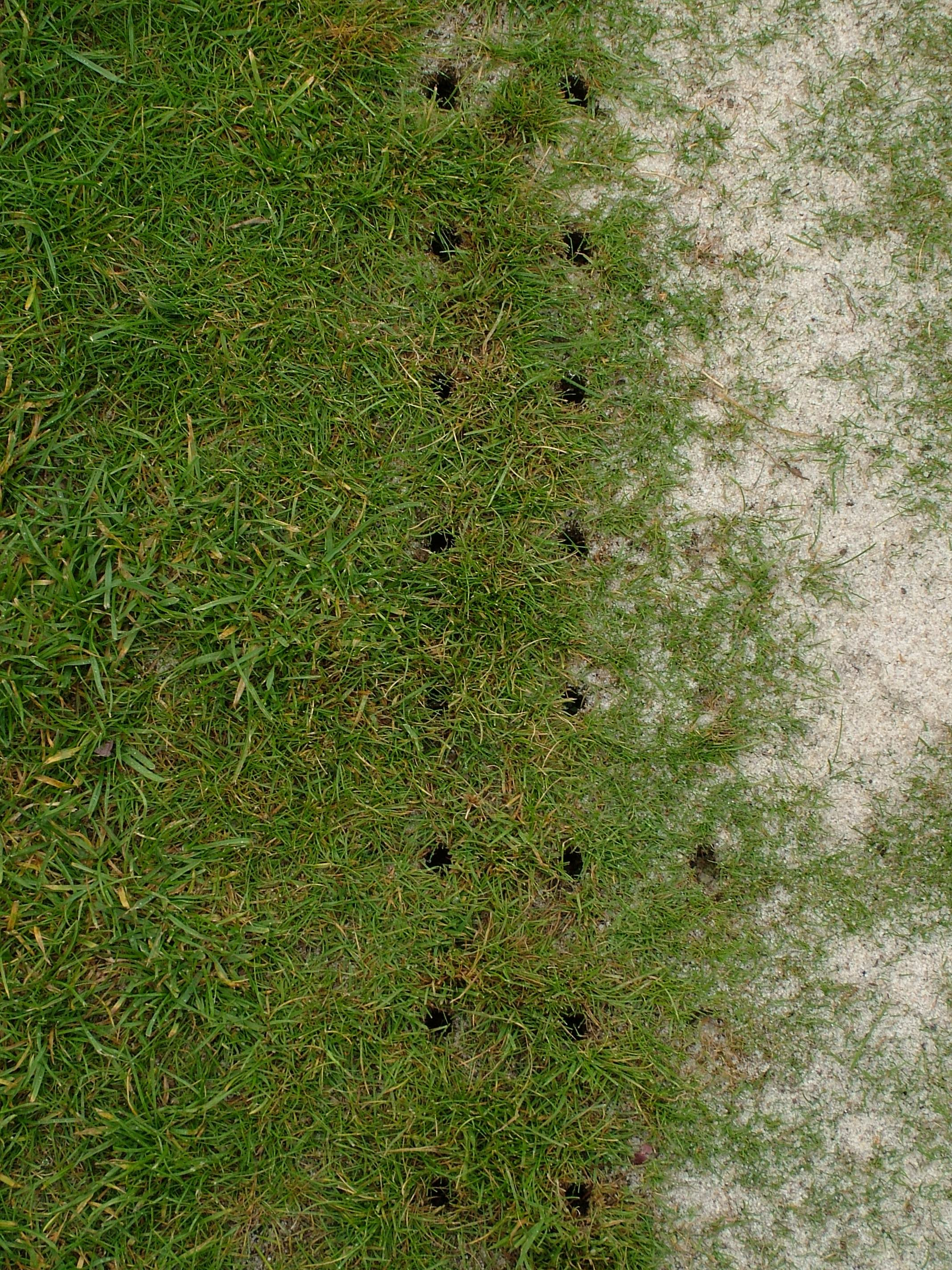
Aerifikace a pískování trávníku, Atrium Golf Club, Trhový Štěpánov

Aerifikace znamená provzdušnění (lat. aer = vzduch).

## Princip
Používá se na zlepšení přístupu vzduchu pro kořenový systém travního porostu; například greenů na golfových hřištích. Odstraňuje zhutnění půdy v nadměrně používaném trávníku, zlepšuje výměnu půdních plynů a přístup vody. Po aerifikaci se díry v trávníku zapískují a provzdušněný trávník se může doplnit vhodným hnojivem.
Provádí se na podzim nebo na jaře.
S aerifikací souvisí pískování a vertikutace.

## Galerie

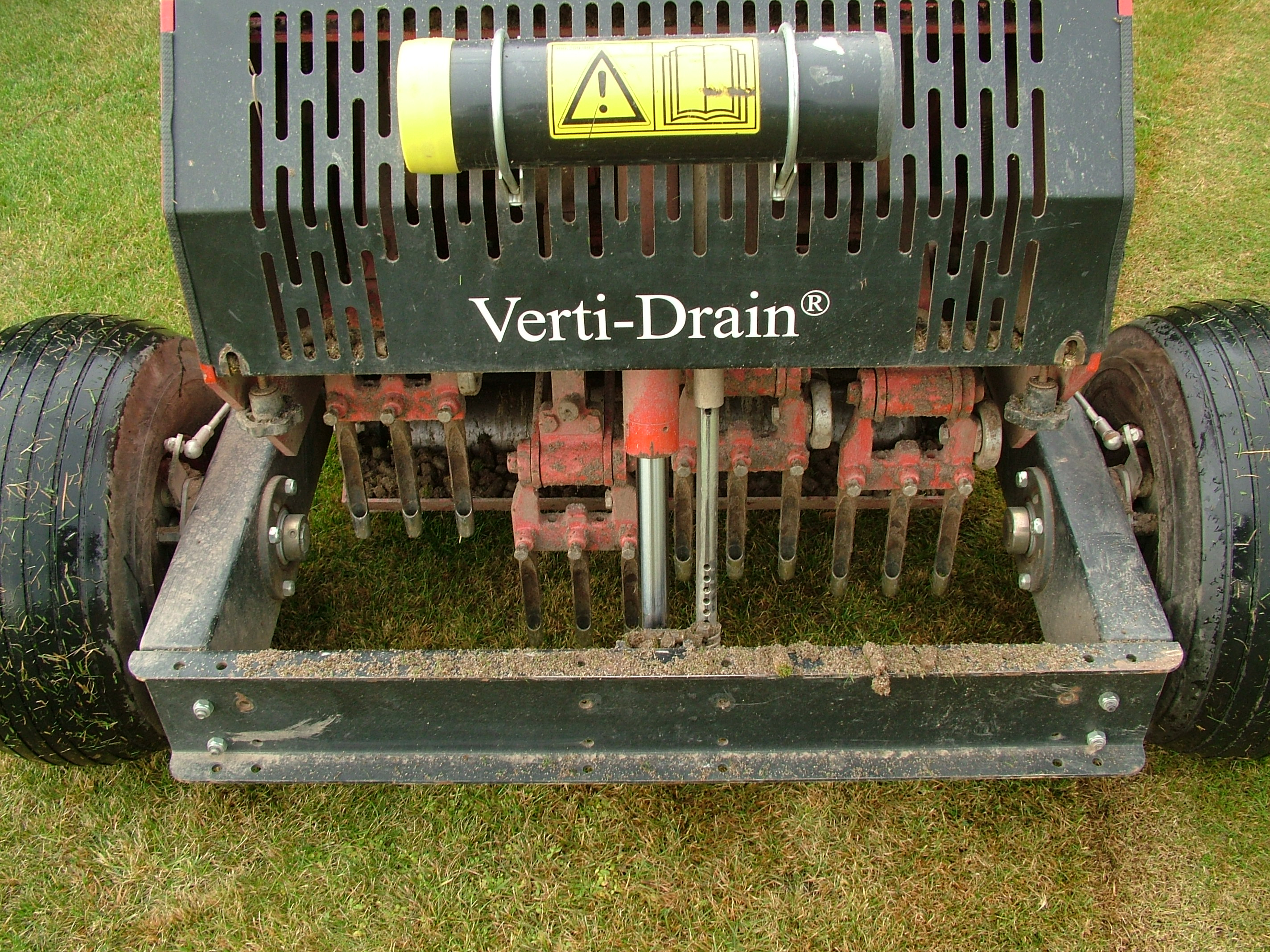
Stroj na aerifikaci greenů
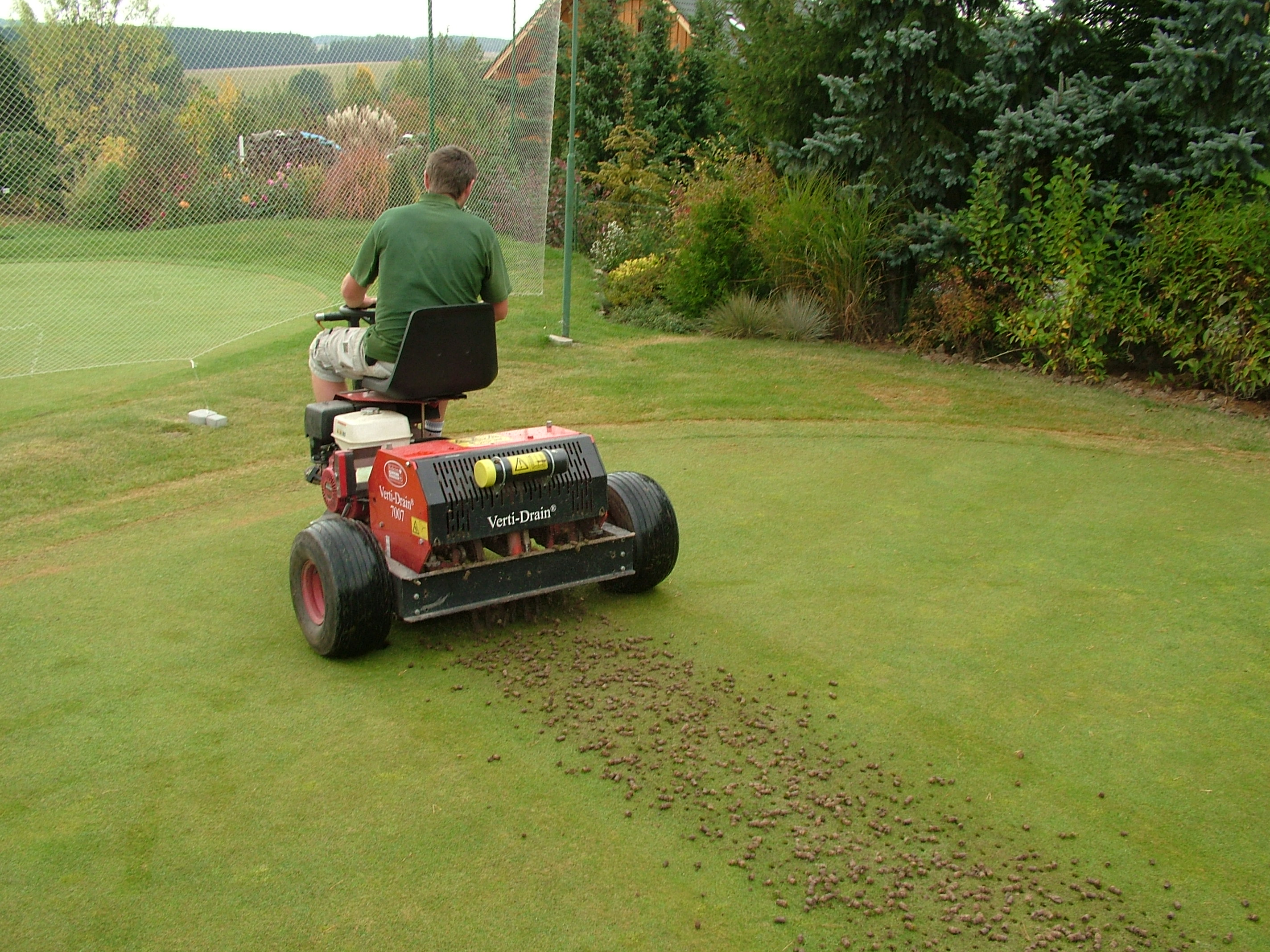
Při činnosti s dutými hroty se vyhazují „špunty“ ze země ven
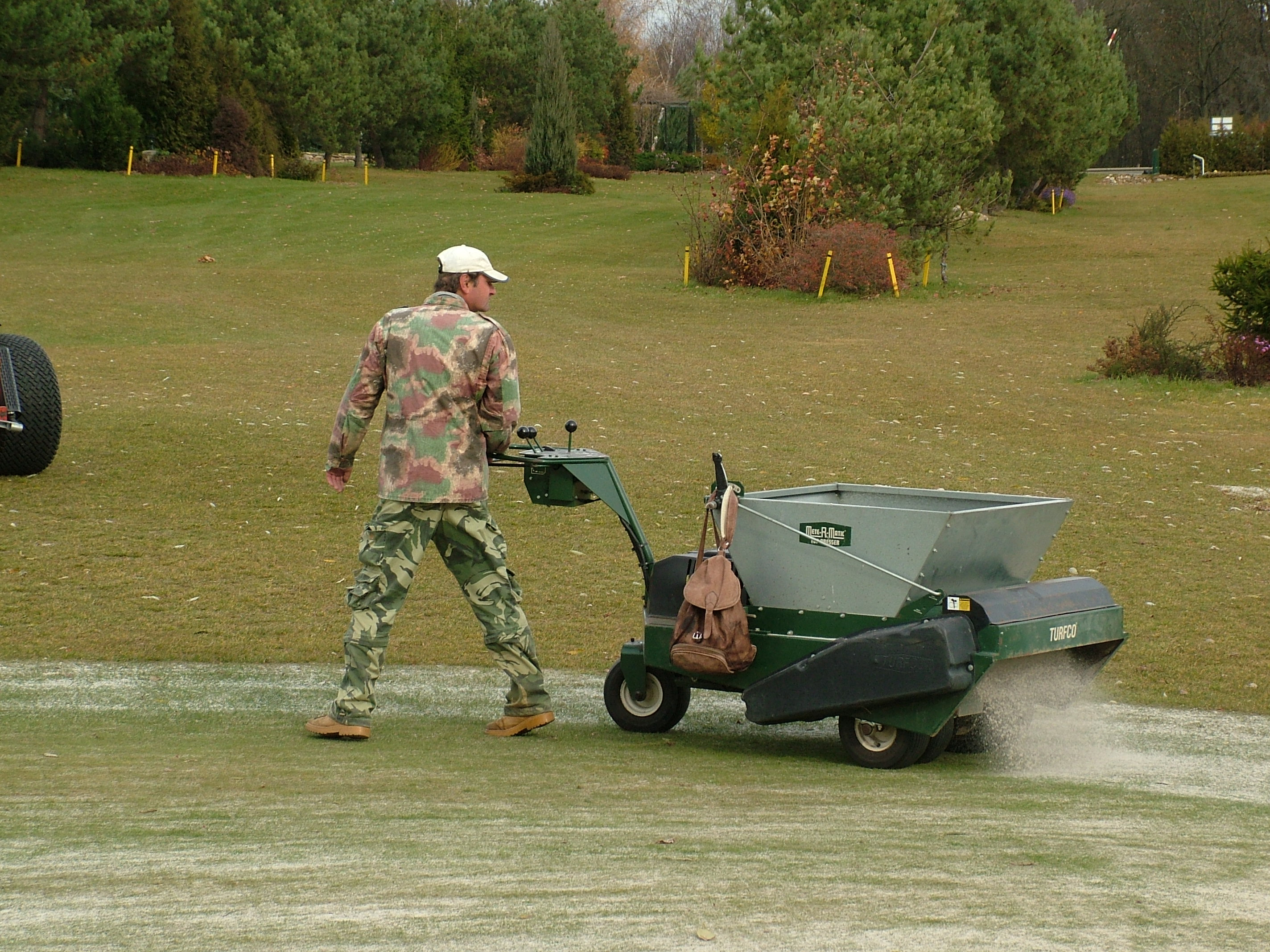
Díry na greenu se zapískují
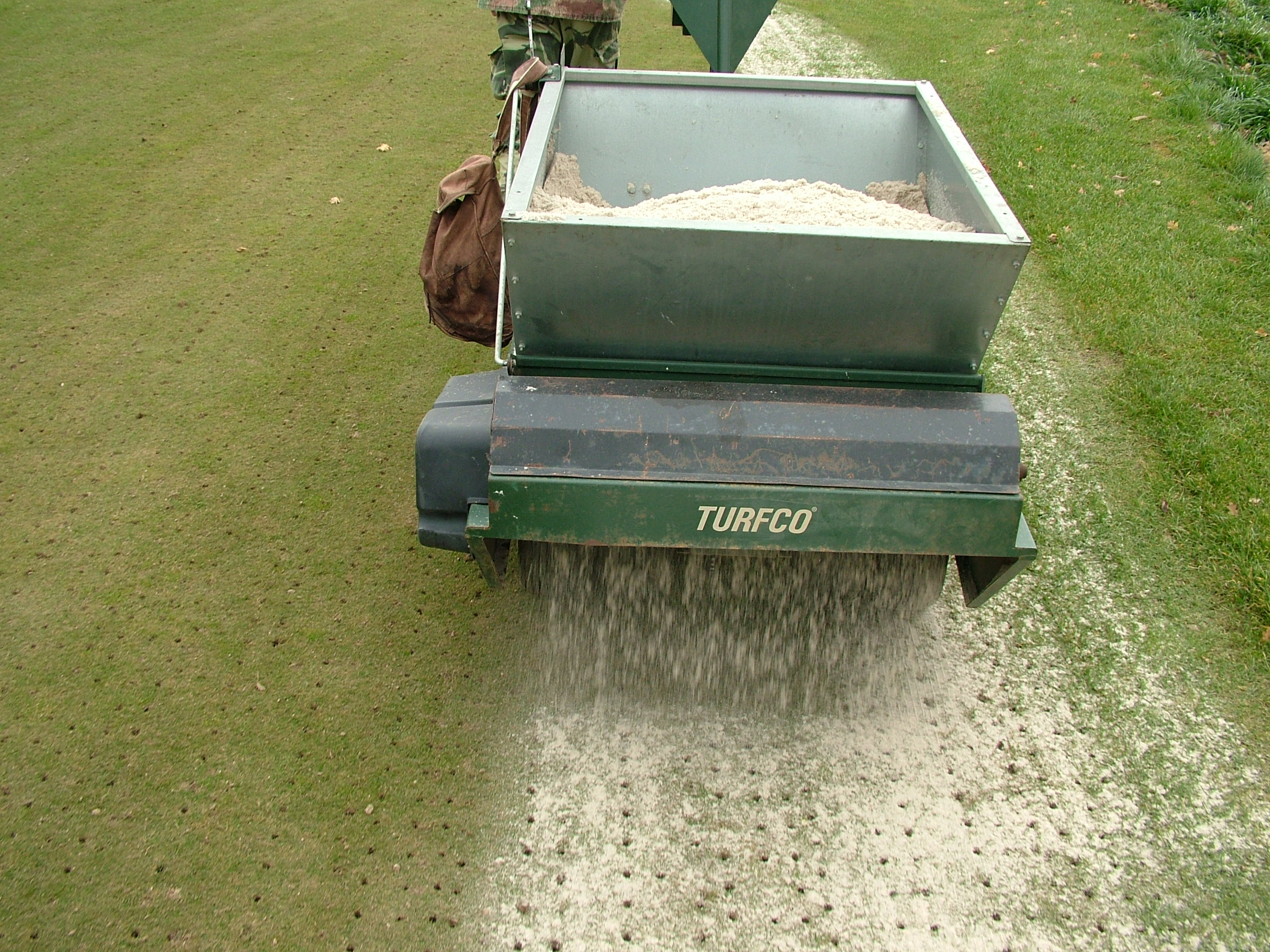
Speciální stroj na pískování
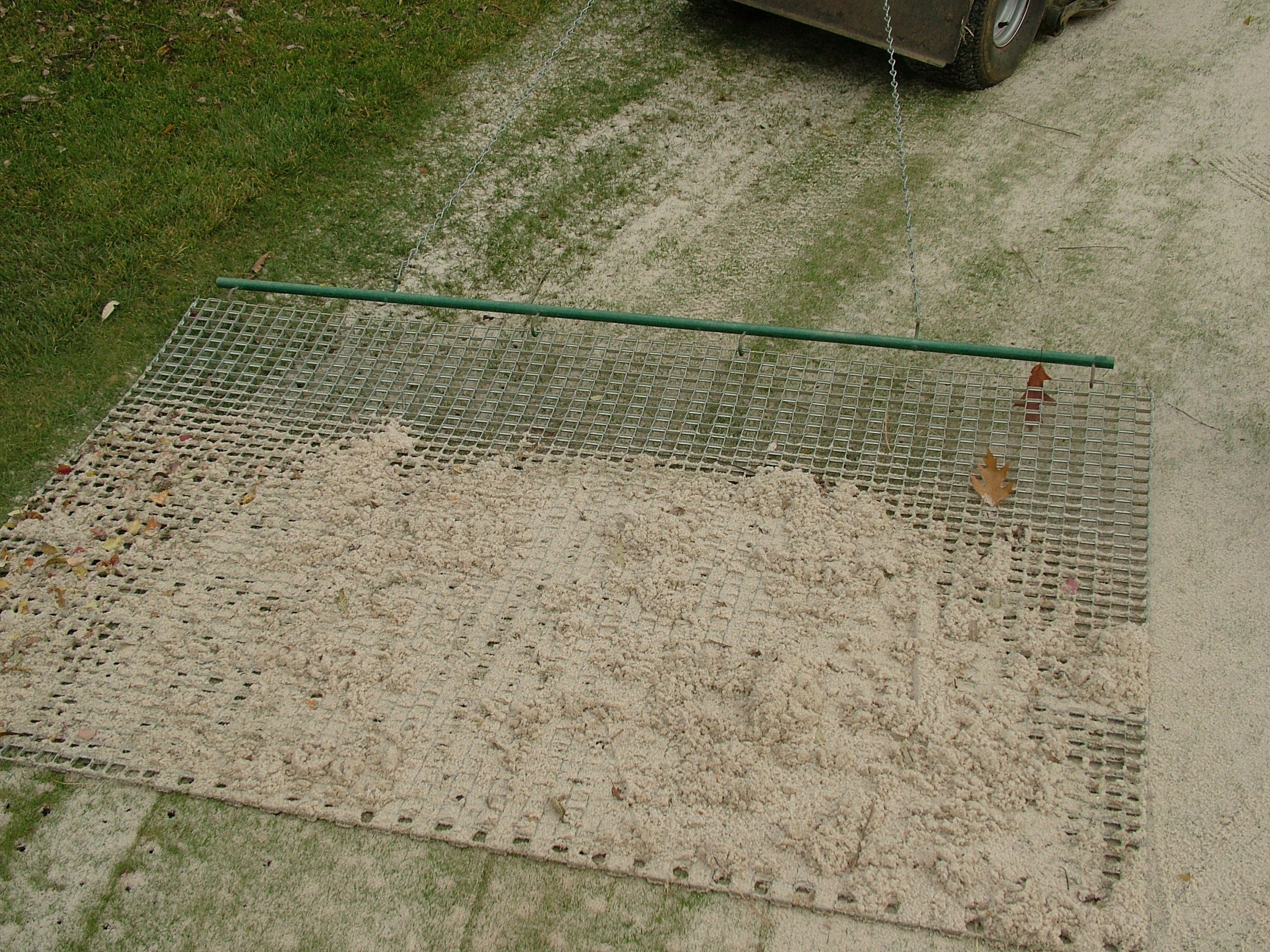
Písek se rozhrnuje speciální sítí
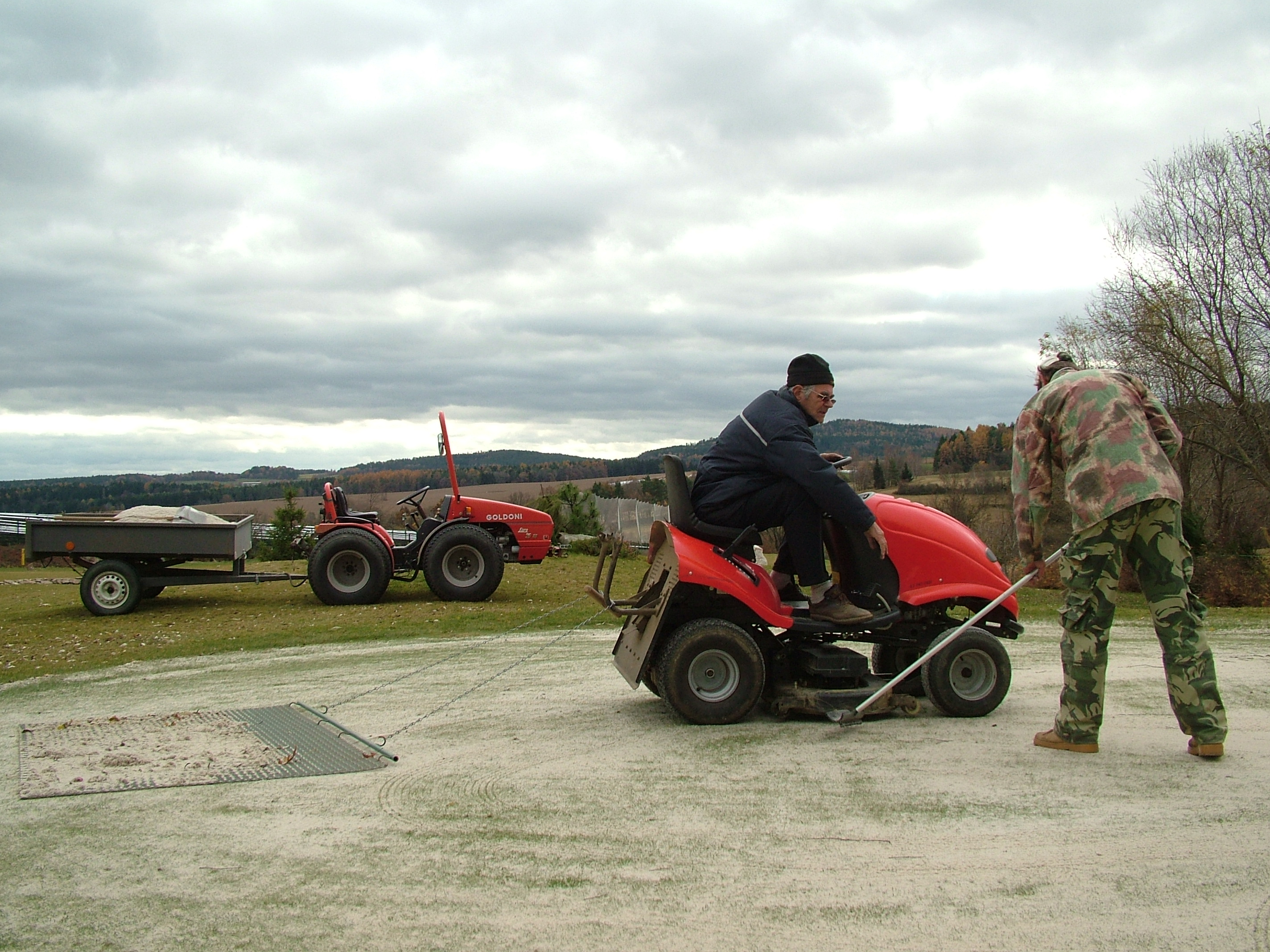
Síť je tažena lehkým traktůrkem